# Lijst van nummer 1-hits in de Graadmeter in 2017
Deze lijst bevat de nummer 1-hits in de Graadmeter van Pinguin Radio in 2017. De posities in de Graadmeter zijn negatief; het gaat hier dus eigenlijk om de nummer -1-hits.

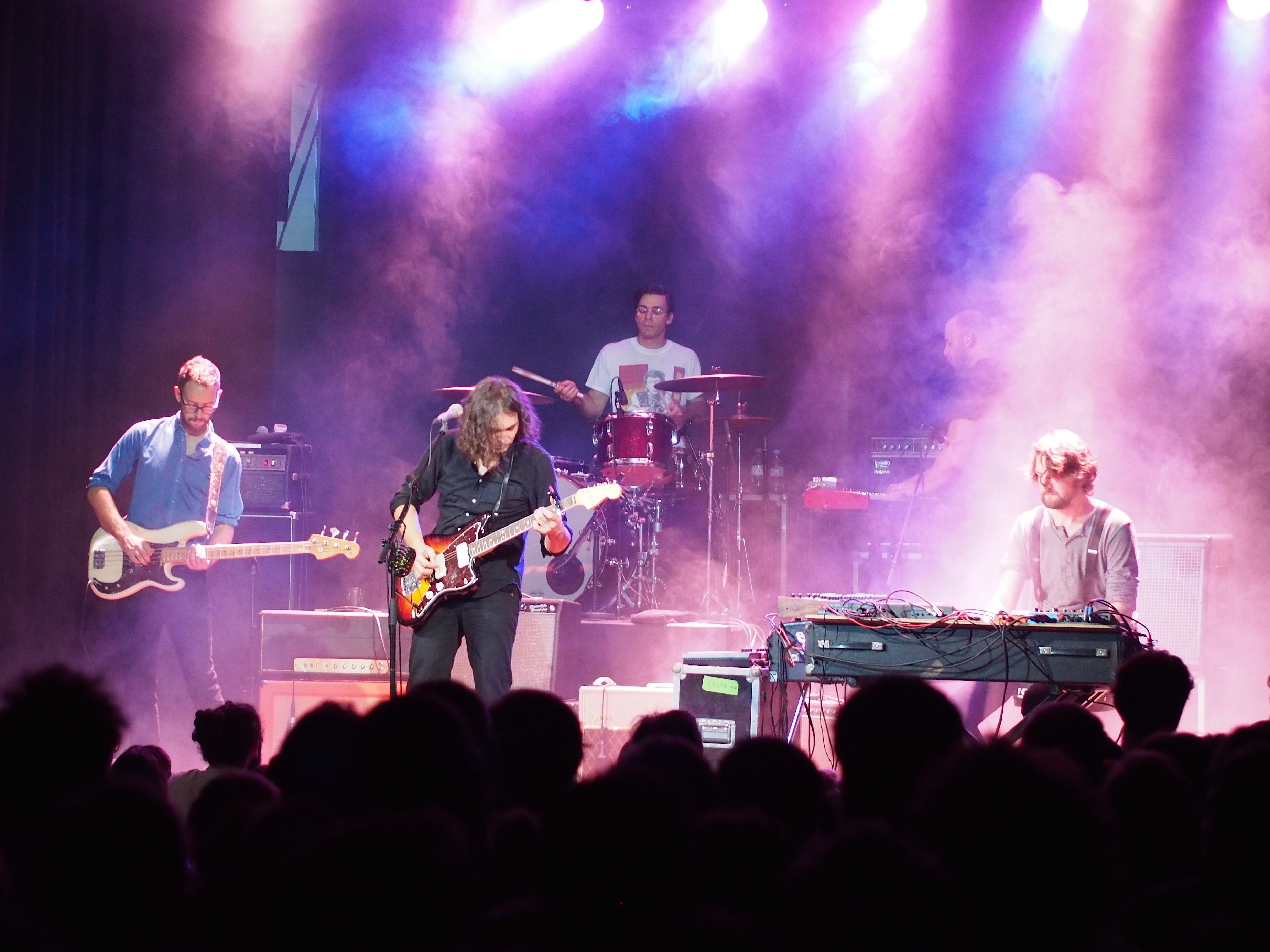
De Amerikaanse band The War on Drugs bracht op 25 augustus 2017 zijn vierde studioalbum A deeper understanding uit. Het album werd genomineerd voor een Grammy in de categorie Best rock album. De van dat album afkomstige single Thinking of a place belandde op 21 mei op -1 in de Graadmeter. Het lied bleef deze positie drie weken vasthouden.

| Datum        | Artiest                   | Titel                                    |
| ------------ | ------------------------- | ---------------------------------------- |
| 1 januari    | Bazart                    | Nacht                                    |
| 8 januari    | Moss                      | My decision                              |
| 15 januari   | Highly Suspect            | Wolf                                     |
| 22 januari   | Highly Suspect            | Wolf                                     |
| 29 januari   | Elbow                     | Magnificent (she says)                   |
| 5 februari   | Elbow                     | Magnificent (she says)                   |
| 12 februari  | Car Seat Headrest         | Drunk drivers/Killer whales              |
| 19 februari  | Spoon                     | Hot thoughts                             |
| 26 februari  | Spoon                     | Hot thoughts                             |
| 5 maart      | Slowdive                  | Star roving                              |
| 12 maart     | Beyond The Wizards Sleeve | Black crow                               |
| 19 maart     | Beyond The Wizards Sleeve | Black crow                               |
| 26 maart     | Mark Lanegan              | Nocturne                                 |
| 2 april      | Mark Lanegan              | Nocturne                                 |
| 9 april      | Depeche Mode              | Where's the revolution                   |
| 16 april     | Kasabian                  | You’re in love with a psycho             |
| 23 april     | Kasabian                  | You’re in love with a psycho             |
| 30 april     | Harlea                    | You don't get it                         |
| 7 mei        | The Afghan Whigs          | Demon in profile                         |
| 14 mei       | The Afghan Whigs          | Demon in profile                         |
| 21 mei       | The War on Drugs          | Thinking of a place                      |
| 28 mei       | The War on Drugs          | Thinking of a place                      |
| 4 juni       | The War on Drugs          | Thinking of a place                      |
| 11 juni      | Woods                     | Bleeding blue                            |
| 18 juni      | Rolling Blackouts C.F.    | French press                             |
| 25 juni      | Rolling Blackouts C.F.    | French press                             |
| 2 juli       | The National              | The system only dreams in total darkness |
| 9 juli       | The National              | The system only dreams in total darkness |
| 16 juli      | Arcade Fire               | Everything now                           |
| 23 juli      | Arcade Fire               | Everything now                           |
| 30 juli      | Highly Suspect            | Little one                               |
| 6 augustus   | Prophets of Rage          | Unfuck the world                         |
| 13 augustus  | Foo Fighters              | Run                                      |
| 20 augustus  | Bomba Estéreo             | Somos dos                                |
| 27 augustus  | Bomba Estéreo             | Somos dos                                |
| 3 september  | Foo Fighters              | Run                                      |
| 10 september | The War on Drugs          | Strangest thing                          |
| 17 september | Nine Inch Nails           | Less than                                |
| 24 september | Manchester Orchestra      | The alien                                |
| 1 oktober    | The Horrors               | Something to remember me by              |
| 8 oktober    | Queens of the Stone Age   | The evil has landed                      |
| 15 oktober   | LCD Soundsystem           | Tonite                                   |
| 22 oktober   | Beck                      | Dear life                                |
| 29 oktober   | Beck                      | Dear life                                |
| 5 november   | The National              | Day I die                                |
| 12 november  | Sir Sly                   | High                                     |
| 19 november  | Manchester Orchestra      | The grocery                              |
| 26 november  | London Grammar            | Non believer                             |
| 3 december   | MGMT                      | Little dark age                          |
| 10 december  | MGMT                      | Little dark age                          |
| 17 december  | MGMT                      | Little dark age                          |
| 24 december  | MGMT                      | Little dark age                          |